# Noriker (Volk)

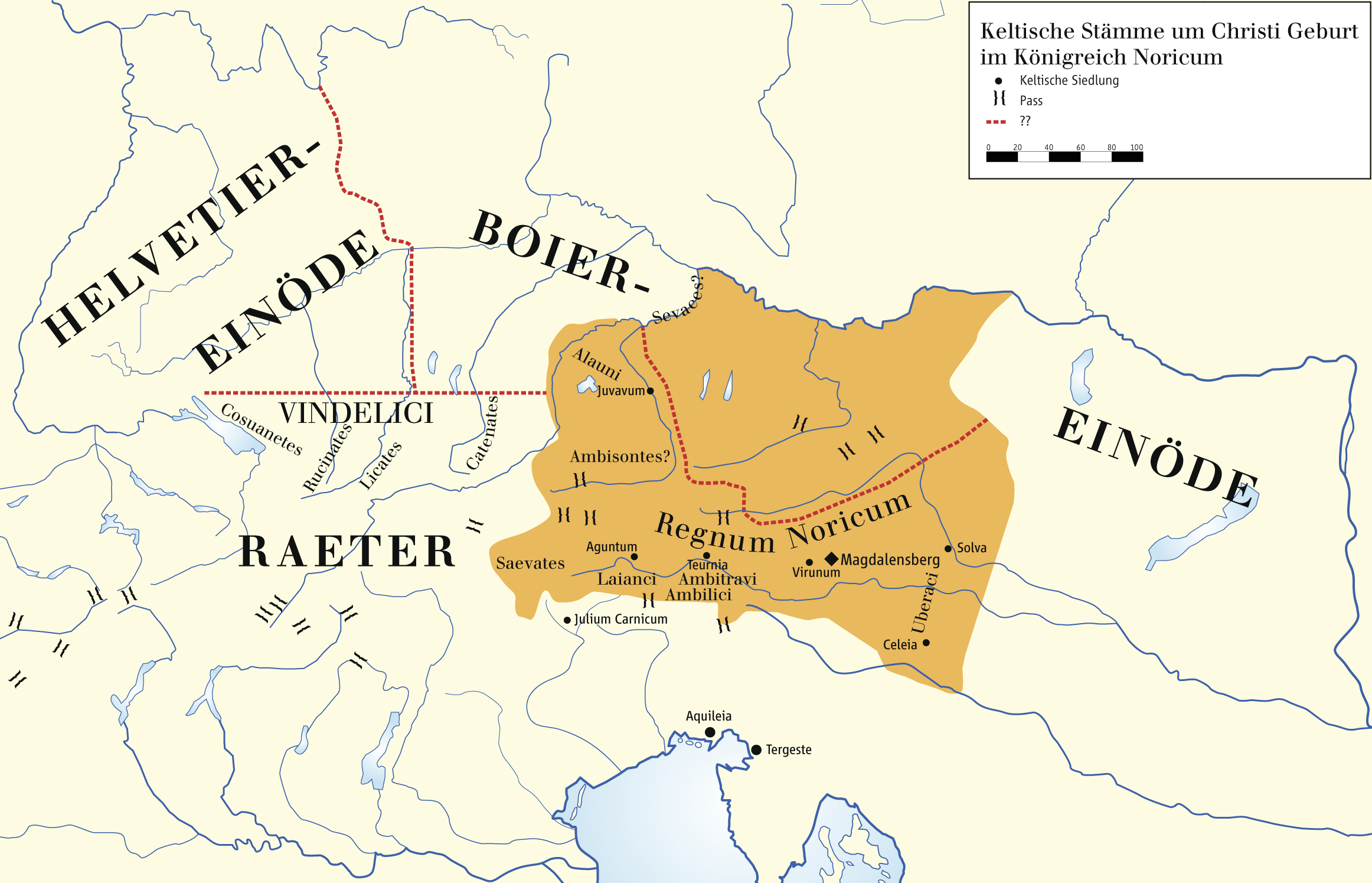
Keltische Stämme in Noricum um Christi Geburt

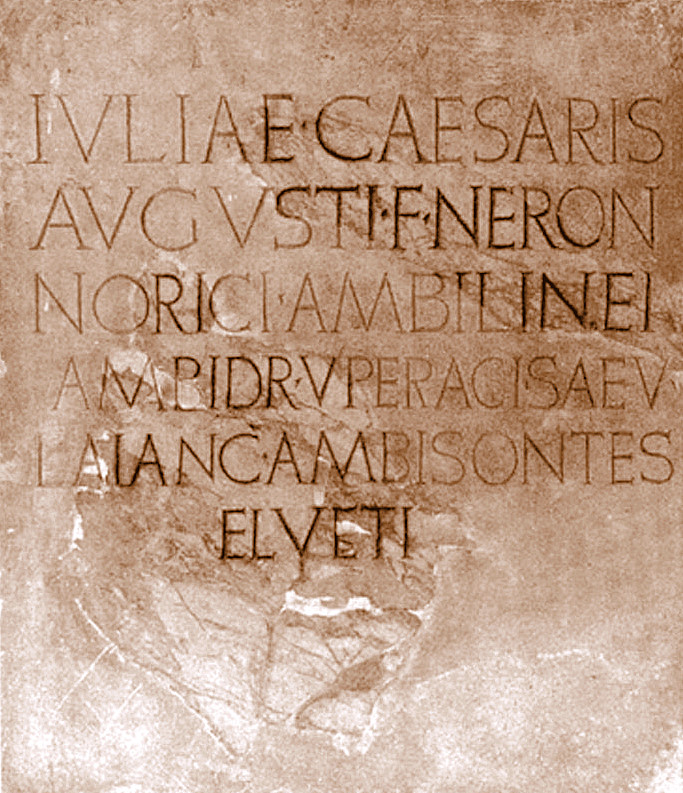
Ehrentafel am Magdalensberg, wo die NORICI an erster Stelle genannt werden

Die Noriker (lat. Norici) waren ein keltisches oder stark keltisiertes alteuropäisches Volk im Königreich Noricum (Regnum Noricum) bzw. der späteren gleichnamigen römischen Provinz. Das Hauptsiedlungsgebiet befand sich im heutigen Unterkärnten. Die Hauptstadt der Noriker, Noreia, lässt sich heute nicht mehr eindeutig lokalisieren, möglicherweise deckt sie sich mit der Stadt auf dem Magdalensberg, nahe dem späteren Virunum. Ihre Sprache, das Norische, ist nahezu unbekannt. Das Volk der Noriker gliederte sich in ein Dutzend Stämme, darunter die Alaunen, Ambidraven, Ambilinen, Ambisonten, Laianker, Saevaten und Uperaken.

## Herrscher
Namentlich bekannte Könige der Noriker: 
- Cincibilus, schloss 170 v. Chr. einen Freundschaftsvertrag mit den Römern.
- Voccio, verheiratete seine Schwester mit dem suebischen Fürsten Ariovist, um einen Verbündeten gegen die Boier zu gewinnen und stellte Caesar 49 v. Chr. berittene Elitetruppen (aus Adeligen) zur Verfügung (Schlacht am Rubikon).

## Religion

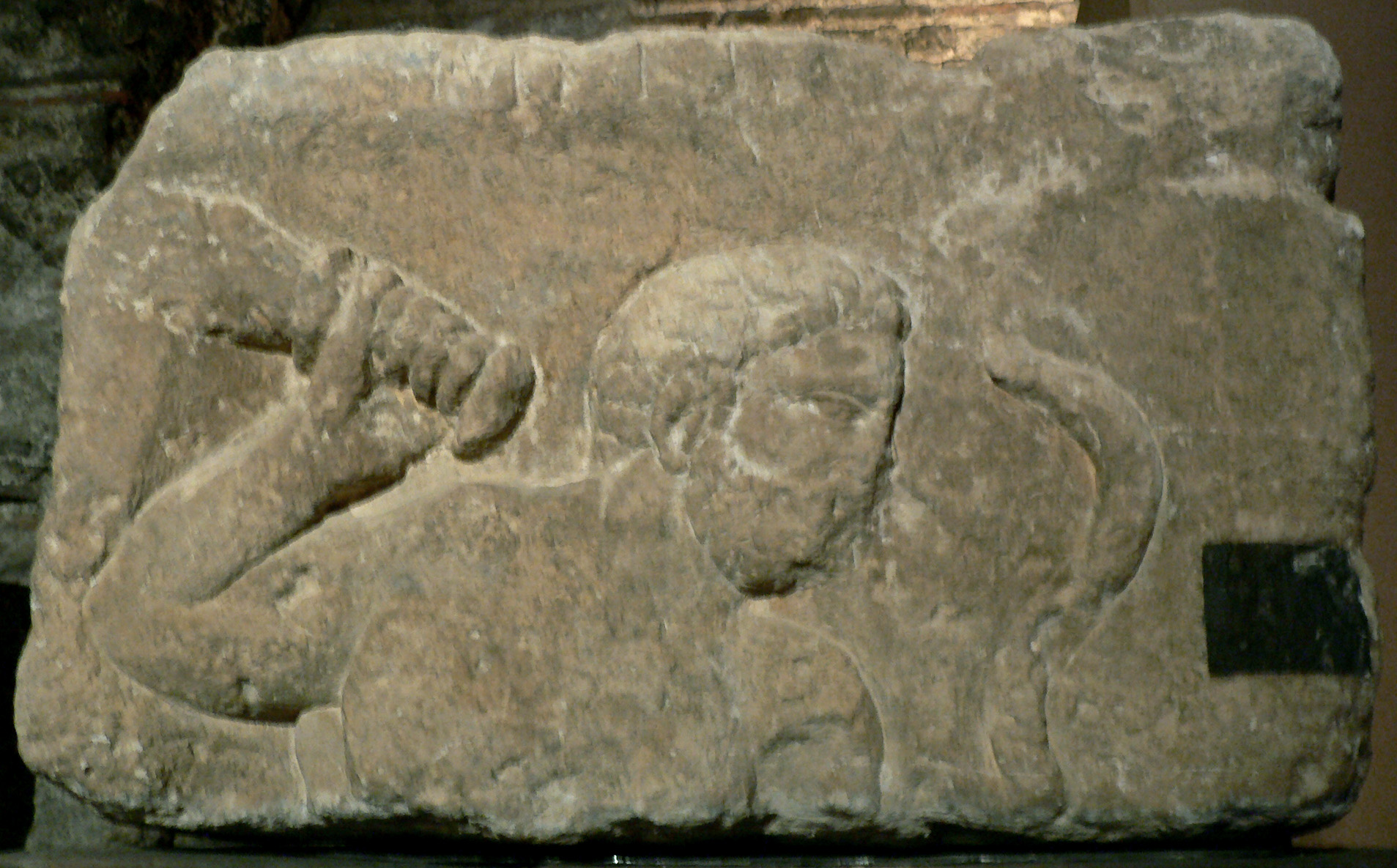
Smertrios im Kampf mit einer Schlange auf der Stele der Nautae Parisiaci

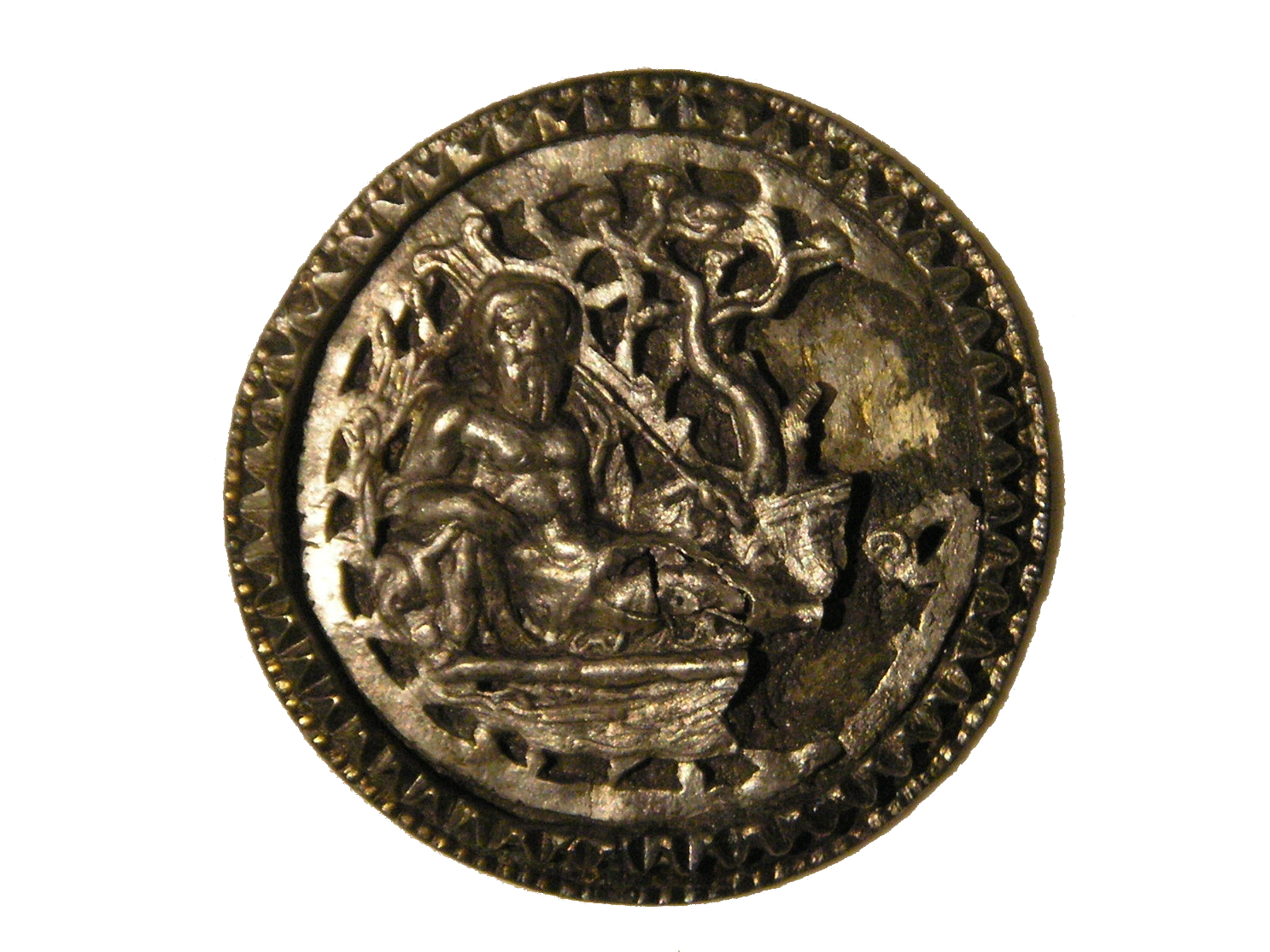
Scheibenfibel mit Darstellung des Flussgottes Danuvius, 150–250 n. Chr. (Römermuseum, Wien)

Die norischen Götter waren Teil der keltischen Mythologie und wurden teilweise auch von anderen keltischen Stämmen verehrt.
- Männliche norische Götter:
  - Alaunus, Stammesgott der Alauni (norischer Teilstamm) & Sonnen-, Heil- und Wahrsagegottheit
  - Arubianus, Pflügergott/Gott des gepflügten Feldes
  - Belenus, Heil- und Quellgottheit
  - Cernunnos, Gott der Jagd, der Tiere und Unterwelt
  - Danuvius, Flussgott, Personifizierung der Donau
  - Genius cucullatus, Schutzgeist, Kapuzendämon
  - Latobius, Kriegsgott
  - Mogetius, Kriegsgott
  - Moltinus, Fruchtbarkeitsgottheit, Unterweltsgott
  - Ogmios, Gottheit der Beredsamkeit
  - Smertrios, Schutzgottheit

- Weibliche norische Götter:
  - Adsalluta, Flussgöttin, Göttin der Stromschnellen
  - Aericura, Fruchtbarkeits- und Totengöttin
  - Epona, Pferde- und Fruchtbarkeitsgöttin
  - Noreia, Mutter- und Landesgöttin, Schutzherrin des Bergbaus
  - Sirona, Fruchtbarkeits-, Quell- und Heilgöttin
  - Suleviae, Gruppe von Haus- und Schutzgöttinnen
  - Vibes, Quellgottheiten

## Wirtschaft
Ein wichtiges Exportgut der Noriker war der aufgrund seiner Härte und Elastizität gerühmte norische Stahl (ferrum noricum).  Fast die gesamte Produktion der norischen Waffenschmiede ging nach Rom und wurde zu einem Faktor beim Aufbau des römischen Imperiums. Die Waffen aus dem norischen Stahl trugen maßgeblich zu dem Erfolg der römischen Eroberungszüge bei. Auf Grund der hohen Bedeutung der Noriker für die Römer wurden die Noriker als einziges keltisches Volk nicht gewaltsam in das Römische Reich eingegliedert und konnten so Freiheiten bewahren. Nach der Integration ins Römische Reich wurden die Noriker wie auch andere Stämme Noricums langsam romanisiert.